# Fancy Free
Fancy Free ist ein Ballett in einem Akt von Jerome Robbins (Choreografie und Libretto) nach der Musik von Leonard Bernstein. Uraufführung war am 18. April 1944 am Ballet Theatre im Metropolitan Opera House in New York. Das Ballett dauert etwa eine halbe Stunde.

## Personen
- Drei Matrosen
- Drei Mädchen
- Ein Barkeeper

## Handlung
Drei Matrosen verbringen während des Zweiten Weltkrieges einen 24-stündigen Landurlaub in New York. Es ist Abend. Hitze brütet über der Stadt. Die Seeleute wollen sich amüsieren. Zwei Mädchen kommen ihnen entgegen. Die Matrosen versuchen, mit ihnen anzubändeln, indem sie die Damen werbend umtanzen. Keines der Mädchen will sich jedoch für einen von ihnen entscheiden. Darüber geraten die Matrosen in Streit. Die Mädchen wollen das Geraufe nicht länger mit ansehen und wenden sich ab. Ein drittes Mädchen betritt die Bildfläche. Das Spiel beginnt wieder von vorn.